# Nelson Barahona
Nelson Alberto Barahona Collins (Colón, 22 novembre 1987) è un ex calciatore panamense, di ruolo centrocampista.

## Caratteristiche tecniche
È un trequartista.

## Carriera

### Club
Comincia a giocare nell'Arabe Unido. Nell'estate 2007 viene ceduto in prestito al Fénix. Nel gennaio 2008 rientra dal prestito. Nel 2009 viene ceduto all'Atlético Huila. Nel 2010 si trasferisce all'Deportivo Independiente Medellín. Nel gennaio 2011 viene ceduto in prestito al Caracas. Rientrato dal prestito, viene nuovamente prestato, stavolta al Deportivo Táchira Fútbol Club. Nel 2012 viene ceduto, sempre con la formula del prestito, all'Atlético Huila. Nel 2013 viene acquistato dall'Itagui Ditaires. Nel 2014 passa all'Alianza Petrolera. Dopo una breve esperienza al San Francisco, torna all'Alianza Petrolera, in cui milita fino alla fine del contratto. Nel gennaio 2017 rimane svincolato. Il 13 marzo 2017 viene ingaggiato a parametro zero dall'Arabe Unido.

### Nazionale
Debutta in nazionale il 22 agosto 2007, in Panama-Guatemala (2-1). Mette a segno la sua prima rete con la maglia della nazionale il 20 maggio 2009, in Argentina-Panama (3-1), in cui mette a segno il gol del momentaneo 1-1.

## Palmarès

### Club

#### Competizioni nazionali
- Asociación Nacional Pro Fútbol: 1

Árabe Unido: 2008